# Садек (Цехановський повіт)
Садек (пол. Sadek) — село в Польщі, у гміні Гліноєцьк Цехановського повіту Мазовецького воєводства.
Населення — 48 осіб (2011).
У 1975-1998 роках село належало до Цехановського воєводства.

## Демографія
Демографічна структура станом на 31 березня 2011 року:
|          | Загалом | Допрацездатний вік | Працездатний вік | Постпрацездатний вік |
| -------- | ------- | ------------------ | ---------------- | -------------------- |
| Чоловіки | 21      | 4                  | 14               | 3                    |
| Жінки    | 27      | 6                  | 11               | 10                   |
| Разом    | 48      | 10                 | 25               | 13                   |